# ماثيو أوبرايان
ماثيو أوبرايان (بالإنجليزية: Matthew O'Brien)‏ هو عالم رياضيات إيرلندي، عاش خلال القرن التاسع عشر. عمل على المتجهات.